# 呪法解禁!! ハイド&クローサー
『呪法解禁!! ハイド&クローサー』 （じゅほうかいきん!! ハイドアンドクローサー）は、麻生羽呂による日本の漫画作品。
『週刊少年サンデー』（小学館）で2008年4・5合併号から2009年1号まで連載された。その後、発表媒体をウェブに移行し、『ソク読みサンデー』で2008年12月24日から2009年3月4日まで、『クラブサンデー』で2009年3月25日から2009年7月3日まで｢第二部｣を連載。同じくクラブサンデーで2009年9月1日から2010年3月19日まで『旅行解禁!! ハイド&クローサー』を連載した。単行本は少年サンデーコミックスから全7巻。（｢旅行解禁!! ハイド&クローサー｣は単行本未収録）

## 概要
麻生羽呂の初連載作で、呪術師が呪術を使って戦うダーク・ファンタジー作品。呪術の設定は、作者がフェイバリットにあげている『ジョジョの奇妙な冒険』からの影響が強く、呪術名はホラー映画やバイオレンス映画から名付けられている。単行本1巻の帯には藤田和日郎がコメントを寄せた。
北米ではビズメディア、フランスではデルコートが翻訳版を出版。また、台湾の雑誌『漫画少年』でもディレイ連載された。

## ストーリー
勉強もスポーツも並以下で、気が弱いだけのごく普通の少年「黒兎春瓶」は、世界中を豪快に駆け回り数年前に姿を消した考古学者の祖父「アルシド・クローサー」のような格好良い人間になれない自分を責める日々を送っていた。
ある日、見知らぬ人間から謎の人形が入った小包が届く。それは呪術師の念がこもった呪術人形で、春瓶を殺そうと襲い掛かってくる。そこで聞かされたのは、考古学者だと知らされていた祖父が実は20世紀最大の呪術師だったこと、「アルシド・クローサーの血を受け継ぐものの心臓を食べれば、アルシド・クローサーの強大な呪力を受け継ぐことができる」という噂が流されているということ。春瓶は逃げようとするが、すぐに追い詰められる。いざこれまでかという瞬間、祖父がかつて誕生日にプレゼントしてくれたクマのヌイグルミ「ハイド」が動き出す。ハイドは祖父の呪術人形で、春瓶のピンチ時に動くように設定されていたのである。否応無しに騒動に巻き込まれた春瓶はハイドともに、次々と襲い掛かってくる呪術師及び呪術人形を撃退、時には敵であったはずの呪術師と親友になっていく。
数多くの闘いの中で、全ての騒動の元である呪術師「窓辺の男」の存在を知る。彼の地上最古の呪具｢ルサンチマン｣で全人類を呪い殺す計画を阻止するために春瓶と仲間達は、ルサンチマンを封印する呪術「浄化（デトックス）」を手にルサンチマンのあるアフリカの大地に降り立つ。

## 登場人物

### 主人公とその仲間達
黒兎 春瓶（くろうさ しゅんぺい）
本作の主人公。中学一年生。勉強もスポーツも並以下で、気が弱いだけのごく普通の少年（ただし、数字の6を左右反対向きに書いてしまう時がある）。ヘタレな性格で、ただ自分の周りの場を合わせるために生きてきた。龍美に恋心を抱いている。
世界的に有名な呪術師のアルシド・クローサーの孫で、「クローサーの血を受け継ぐものの生きた心臓を喰らえばクローサーの呪力を手に入れることが出来る」という根も葉もない噂により、世界中の呪術師から命を狙われる事になる。クローサーの血を受け継いでいるだけのことはあって文房具で結界を作れるなど、呪術の底知れぬ才能とも言える潜在能力を秘めている。短期間で基本の術とはいえ結界を習得し、さらにはそれを応用して相手を閉じ込めてみせるなど日々急成長している。
窓辺の男との戦いで不意をつかれ、ハイドの核を壊されてしまう。今まで精神的に自分を支えてきた存在であるハイドがいなくなったことにより、戦意を喪失。しかし、祖父からの手紙を読み、「じいちゃんのために戦う」と決意。パクワに「悪夢濾過（ドリームキャッチャー）」を借り、自らの呪力を強化させる。そして、ハイドを復活させた。
なお、「黒兎」という苗字は「クローサー」の当て字である。
ハイド
自分で意思を持ち、行動するクマのぬいぐるみ。戦争で亡くなったマルコという少年の遺品で、春瓶に何かあったときのために彼の身を守るため、クローサーによってこの世に生を受けた呪術人形である。背中に呪具「荒くれ鎖鋸（テキサスチェーンソー）」を入れていて、それと武器として扱う。クローサー同様に男らしさにこだわっていて、葉巻型のチョコを咥えている。見た目こそはただのクマのヌイグルミであるが実はかなり力が強く、ヤクザを素手で軽く一撃で吹っ飛ばしてしまうほどの力を持つ。パンチに核を壊され機能停止するも、春瓶により核が復元。その際に「暴（ハリケーン）」という新しい呪術を籠められた。
雨竜 龍美（うりゅう たつみ）
本作のヒロイン。春瓶の同級生で、演劇部所属。正義感が強く、元気な少女。任侠オタクで高倉仁の極妻役として共演するのが夢。春瓶のことは頼りない奴として嫌っていたが、バグスとの戦いに巻き込まれ、その中で戦う春瓶の姿を見て考えを改めていく。春瓶ほどではないが、勉強は若干苦手な様子。ルサンチマンを生み出した少女の姿をある日見て、ルサンチマンを浄化できる呪具「浄化（デトックス）」の可能性がある人物である事が判明。春瓶や仲間たちと共にキリマンジャロに向かおうとするが、春瓶がそれを頑なに拒否した事から彼が自分に好意を抱いている事に気づいた。
余談だが、「雨龍 竜美」と誤植されることがある。
神藤 颯介（しんどう そうすけ）
春瓶の学校の生徒会長であり、陰陽師の末裔である呪術師。財閥の御曹司でテスト成績もトップ、スポーツ万能でルックスもイケメンだが、トミコを溺愛しており（この異常な性癖は父のせいでもある）、恋人はいない（ただし、それでもかなりモテる）。トミコを人間にするために春瓶の命を狙っていたが、彼に助けられて和解した。
その後、トミコを人間にする呪術「紅蓮花嫁（クリムゾン・プライド）」を習得し春瓶達のピンチを救う。だがこの呪術はまだ完全ではないため、発動中彼自身は老化してしまいまともに喋れなくなる欠点がある（その為、遊女姿のトミコによる通訳が必要不可欠）。
トミコ
神藤の呪術人形である日本人形。神藤を愛している。呪術は髪を伸ばして攻撃する「執拗な抱擁（モザンハグ）」。後に「紅蓮花嫁（クリムゾン・プライド）」により芸妓姿の人間に変化して、髪の毛一本で相手の攻撃を受け止めたり身につけている簪を操る事も出来るようになる。
アナ・M・モンサルバジュ（アナ・マリア・モンサルバジュ）
メキシコからやってきた女性の呪術師。デカいアフロで胸元にタトゥーを入れている。風貌は20代程度の女性だが実は春瓶と同年齢。子供のころは身寄りがなく陰気で、近所の子供達からいじめられていたが、ボッシュと出会い彼女は明るくなった（彼の影響で関西弁を使うようになる）。その彼は他の呪術師によって殺され、仇を討つために呪術王の力を求めて日本にやってきたが、なぜか他の呪術師とは違い、春瓶の足の爪の垢を煎じて飲む事が最強の呪術を手に入れる方法だと勘違いしている。また回りくどいことをするのが嫌いな性格で、レゲエ以外の音楽をラテン音楽と認めない。
始めは正々堂々と春瓶とハイドの前に現れ決闘を申し込むが、メッキーの呪術に必要なCDを忘れてしまったため、戦わず敗北。後に春瓶と再戦したいため、春瓶が通う学校に留学生として転校して彼と再戦するが今度はラジカセを壊されてしまい、春瓶から心臓を食する事を知らされる。彼の周りの友人達を見て、ボッシュを失った自分と重ねないために彼の心臓をあきらめ、以後は春瓶の仲間となった。肉が好物だが、レバーやホルモンといった内臓系は苦手との事。
社長との戦いで入院生活を送っている中で、ボッシュを殺したアスモダイと因縁の再会を果たす。圧倒的な力の差に最初は劣勢だったが、GR.1（グラドウノ）で彼の胃の中の肉を吐き出させ勝利する。トドメを刺そうとするもカザンに説得され、仇討ちを止めた。その際カザンに告白される。
シャカシャカメッキー
アナの呪術人形であり、マンボをこよなく愛するカラベラ人形。だが、好きなラテン音楽のジャンルがアナと違ってしまっているため、彼女から酷い目に会うこともしばしば。アナ同様関西弁で喋る。呪術はラテン音楽を利用し様々な物を操る「墨西歌祭祀（レペゼンアステカ）」。違うラテン音楽で違うものを操る事ができ、「GR.1（グラドウノ）」は虫や小動物、「GR.2（グラドドス）」はメッキーと向かい合った相手を、そして最強の第三段階である「GR.3（グラドトレス）」は天候（主に雷雲と雷）を操る事が出来る（だが第三段階は発動に物凄く時間がかかるのが弱点）。なお、常時の強さは弱いらしく、本人およびアナもそれを自覚している。今までの呪術人形の中では珍しく邪心がない人形で性格も非好戦的。戦いの最中に怖がって泣き出すこともある。
カザン
孤児達を預かっている教会の神父。明らかに神父らしくない姿の上言葉遣いは乱暴だが心優しく、子供達を守らなければならないという意志はかなり強い。実は地元の神父ではなく、協会を狙う地上げ屋の嫌がらせによって当時の神父は雲隠れしてしまい、子供たちが泣いていた時に通りかかった際に「神父の代わりになる」と宣言した。ケンカ無戦敗の記録を持ち、ハイドと素手で戦うほどの実力者でもある。また、他の呪術師達とは違い春瓶の心臓を食べるとクローサーの力が手に入るというウワサは知らなかった。地上げ屋からしょっちゅう嫌がらせをされているため、孤児の一人であるカンナを地上げ屋から助けた春瓶とハイドを地上げ屋の一味と勘違いした。だが、カンナから事情を聞いた後は誤解した事を謝罪し和解する。その後、鐙谷との戦いを終えた後に春瓶の力になると約束し、正式な仲間となった。
スラム街出身で荒んだ生活を送った孤児で、食べ物の強奪等を行っていたが、殺人を犯してしまい死刑執行を言い渡される。執行日が迫る中、牢屋の中で初めて死の恐怖を感じるが、執行当日に被害者の母親がこの人ではないと証言し中止になった。その母親に会うが、彼女は事件のショックで視力を失ってしまい、慈悲でカザンの死刑を中止させており、彼女の恩威で罪滅ぼしを決意した。そのため殺しのない世界を作ろうと夢見ており、アナがボッシュの仇であるアスモダイにトドメを刺そうとした時彼女を説得し仇討ちを思いとどまらせた。その際アナに告白している。
デズモンド
カザンの呪術人形であり、騎士に似た雰囲気を持つブリキの人形。目が4つある。使用する呪術は「錻力重装填（フルメタルリローデッド）」。自身の手の指先からゼンマイを飛び道具として放つ事が出来る。また、このゼンマイを機械などに打ち込むと自由自在に操る事も可能。騒がしいのは苦手らしい。メッキーと同じく邪心があまりない呪術人形である（呪術等の威力の強さでは今までのどの呪術人形よりも強いが）。
パクワ・スノアリッチ
裏市で店を営む呪具屋。すぐ「スイマセン」と謝る。彼女の作る呪具はかわいらしくお手ごろ価格なものばかりであるが、失敗作ばかりで、ちゃんと売れたことが一度もない。落ちこぼれな自分とは違って、父親は評判の呪具屋だったらしい。春瓶に呪具屋としての信用を得るため、新作呪具「MEIFU-606」を春瓶に貸し出す。
ナナカマ
シュバルト社長に仕え、春瓶の心臓を狙っていた呪術師。しかし春瓶の話で窓辺の男の計画を知り、仲間となった。幼い頃に祖母から聞いた「浄化（デトックス）」の事を話し、春瓶達に「オレが浄化を見つけてみせる」と約束した。しかしアルシェブに容易く化石にされてしまったり、交通の便の悪いところを待ち合わせ場所に選んだりしているので、ハイドに「使えない」と言われた事がある。ハイドによく雑学を披露する。「ガチ」という単語をよく使い、語尾に「～っス」という言葉遣いで話す。

### キーキャラクター
アルシド・クローサー
春瓶の祖父で世界的に有名な呪術師。その呪力は、「呪術王」の異名を持つほど。ハイドを作ったのも彼である。表向きは考古学者を名乗っていたが、6年前アフリカのどこかで目撃されて以来行方不明になっていたが、窓辺の男の発言によりアフリカのキリマンジャロで生きていることが判明した。実は彼は窓辺の男が狙っている呪具「ルサンチマン」を見つけて以来、孵化するのを阻止するため、自分自身を媒体とした結界をキリマンジャロに張り巡らした。それ以来、一秒も眠らず、何も口にせず、ついには肉体も精神も困憊した状態でありながらもキリマンジャロを守り続けている。

### クローサーの力を狙う者たち
アントニオ
怪しげなアクセサリーを身に付けたケニア人の呪術師。宅配便と偽ってチャモキーを黒兎家に配達し春瓶を狙ったが、ハイドに返り討ちに遭い、呪いが跳ね返りトラックごと橋から落ちる。単行本1巻の巻末で初めて名前が明かされる。その後は他の呪術師達と共に春瓶達に協力している。
チャモキー
アントニオの呪術人形で、サルのぬいぐるみ。自身から伸びている無数の黒い触手で周辺の刃物を操る呪術「暗黒の猿芝居（ハローブラックネス）」を使う。こちらも単行本1巻の巻末で初めて名前が明かされた。
チルドスキー
ロシア人の呪術師。父のサーモン工場を潰してしまい、簡単に地位と名誉を手に入れるために春瓶を狙った。ハラワタスキー粉砕後は呪いが跳ね返って盲腸炎、十二指腸潰瘍、急性胃炎の併発で入院生活を強いられる事になる。入院中に春瓶らに居所がばれてしまい、他の呪術師の居場所を教える羽目になる。その後は他の呪術師達と共に春瓶達に協力している。
ハラワタスキー
チルドスキーの呪術人形のびっくり箱。自分を最初に開けた部屋を一つのびっくり箱に変え、窓や扉などの開ける物から自在に飛び出す呪術「死刑囚監房（デスハウス）」を使用するが、その内部から開けた物に対しては強制的に飛び出してしまう欠点もあり、それが敗北につながった。
バグス
呪術師。この世の中はすべて自分の思い通りにできると考えるような傲慢な性格。自分の邪魔をするものは「傲慢だ」といってセヤブティで容赦なく傷つける。セヤブディ粉砕後呪いが跳ね返り、影を踏まれると踏まれた箇所に激しい痛みを感じるようになり（しかしうっかり影を踏んだ警官達はこの事を知らない）、一切の光が届かない独房に入れてもらった。その後は他の呪術師達と共に春瓶達に協力している。
セヤブディ
バグスの呪術人形で、ワヤン・クリの皮人形。呪術師同様、かなり傲慢な性格。対象者の影に攻撃することで対象者本人に傷を負わせることができる呪術「戦慄の影絵芝居（ブラッディーワヤン）」を使う。
エンリケ
まだ少年だが、呪術人形を2体も扱う事が出来るほどの実力者。父親が早くに死んで心臓を患っていた母親の手術費を稼ぐため、占い師で生計を立てていた。ミケランとケフマンの粉砕後は呪いが跳ね返り、屋根から落ちるが春瓶に助けられ、「窓辺の男」の存在を春瓶達に話す。その後は他の呪術師達と共に春瓶達に協力している。
ケフマン
エンリケの呪術人形で、四本腕を持つ道化師のマリオネット。紳士口調。呪術はワイヤーを武器として扱う「殺戮傀儡線（マサカーマリオネット）」。
ミケラン
エンリケの呪術人形でシルクハットを被った球体関節人形。ケフマンと違い、喋れないらしい。呪術はさまざまな格闘技を使いこなす「殺戮傀儡拳（マサカーパペット）」。
吃吃（チイチイ）
中国人の呪術師。ラーメン好きで全国の有名店を食べ歩いているらしいが、「凄まじくマズイ」「タダでも喰わない」とまで言われたりするほどのラーメン屋「カエルラーメン」のラーメンを「究極のラーメン」などと言ったりしており、どこか味覚がズレている。蛙麺の粉砕後は呪いが跳ね返り、熱々のラーメン4杯を被り火傷を負った。
蛙麺（ワーミエン）
吃吃がラーメン屋「カエルラーメン」から盗んだ看板についていたマスコットを呪術人形にしたもの。何故か博多弁で喋る。呪術は頭の丼にお湯を注ぐと3分間だけ強靭な肉体に変身出来る「極楽湯腕（ヘブンズボイル）」。なお、常時の強さは呪術人形の中でも最弱クラスらしく、本人もそれを認めている。
鐙谷（あぶみや）
地上げ屋達の頭であり風水師。両目のまぶたに対極図の陰と陽の部分を刺青として入れている。呪術王の力を手に入れるため、カンナ達がいる教会を潰そうと画策している。ランシィの呪術を利用してカンナを人質にするが、春瓶が「そんな奴は知らない」と嘘をついた途端にオロオロし始め何も出来ず、その隙に春瓶達に近距離まで接近され顔面を殴られた挙句、ランシィが粉砕されて資源ゴミの下敷きになってしまった。
ランシィ
鐙谷の呪術人形であり、キョンシーのような姿をした人形。斬られた時に綿が出てきたため、ハイドと同じくヌイグルミだと思われる。顔のお札には「地上げ上等」と書かれており、可愛い顔と醜悪な顔が左右に分かれている。又、それぞれ口調が異なる。呪術は頭に乗せた八卦鏡で相手を移し込んで、身体の各部分が書かれたダイスを転がして出た部分を破壊していく「凶角八卦鏡（エボニーチャンス）」。だが呪術師には通用しない欠点があり、さらにその相手が敵呪術師と何の関係もない人なら技は無効となる。
シュバルト
世界有数のおもちゃ会社「ハイパートイ」の会長。我儘な性格で、金と権力を手に入れただけでは飽き足らずクローサーの力までも手に入れようと、100人もの呪術師を（一部は脅して）雇い、街中に呪術人形と化した自社の玩具を放った。その後特注の呪術人形の着ぐるみを自ら羽織り、アナ達3組を圧倒する。助けに来た春瓶とハイドに劣勢を強いられ、雇っていた呪術師達を次々と飲み込み巨大化するも、外付けになっていたコアを斬られ倒される。倒された後は憎悪の感情が抜けたのかまるっきり別人の姿に変わってしまった。

### 窓辺の男の一派
窓辺の男
何もない空間から窓とともに現れることからそう呼ばれるようになった謎の男。アメリカ出身。元々は国際ボランティアを行っていた人間であったが、ある村で活動をしていた時に落雷が落ち、その村の村長の息子が死亡。その際に村の呪術師から「落雷が落ちたのは異国人が足を踏み入れたため」と言われ、妻と子供を生きたまま火炙りにされてしまう。その事がきっかけとなって人類に恨みを持つようになった。「ルサンチマン」を使った全人類の呪殺という途方もない渇望を持ち、その為に邪魔な存在であるアルシド・クローサーをおびき出そうと「春瓶の心臓を喰らえばクローサーの力が得られる」という根も葉もない噂を流した張本人（但し呪術師の力は「思い込み」によって増大するため、本当にそうなる可能性はゼロではない）。また、噂を流すだけではなく、戦う意志のない者を唆すことまでしていた。
ルサンチマン孵化後、自分自身を核として、呪いを世界中に放った。だが実は彼こそが「浄化」であり、春瓶に説得されて呪いを浄化した。その後の消息は不明。
パンチ
呪術人形であり、パンダのぬいぐるみ。「窓辺の男」のお気に入りの手駒。両腕から無数のロープを生やし、その先端に付いている6本の鋏を振るう。ある呪術師が戦時中にスパイの疑いをかけられて拷問を受けた上に見せしめとして家族を皆殺しにされた結果、自らの心臓を核にして作ったのがパンチ。その後は恨みを晴らすべくイギリスで5人をバラバラにして殺した（後に、切り裂きジャックと言われるようになる）。呪術は6本の鋏を巨大な2本の鋏に変化させる「刺大而殺之鎖鋏（マーダー・ライド・ショー）」。建物を全壊にするほどの威力である。「窓辺の男」の手引きで春瓶達の中学校を襲撃し、校舎を全壊にし神藤・アナの2組を敗れさせる等、圧倒的な力の差を見せる。激闘の末、クローサーの呪力を最大限にまで引き出したハイドに倒された直後、僅かなスキを突いてハイドの核を壊し力尽きた。
アルシェブ
窓辺の男の手下の一人で、トルコ出身の青年呪術師。超がつくほどの面倒くさがりやで、歯磨き粉をパンにはさんだ「ハミガキサンド」を発明して得意げになっている。ナナカマをプトロボンの呪術で化石化し、春瓶とハイドをも石化させようとしたが最終的に敗北。プトロボンが破砕された事で呪いが跳ね返り、全身脱臼で緊急入院した。ちなみにナナカマが持っていたお守りを「浄化（デトックス）」だとハッタリをかました事がある。
プトロボン
アルシェブの呪術人形で、羽根の生えた恐竜の骨格標本。呪術は傷つけた所から対象を徐々に石化させていく一撃必殺の呪術「侏羅疾苦恐慌（ジュラシックパニック）」。また、自身の骨格パーツを分離させて飛び回る事も可能。
ロノウェ
窓辺の男の腹心の部下の一人で、生き物の死にゆく様を見て興奮し歓喜する女性。生まれ育った教団で「人」ではなく「呪具」として扱われた悲惨な過去を持つ。呪術人形は自分自身。呪術は触れるものすべて蝋に変えることができる「蝋人形の館（ハウスオブワックス）」で、自分自身も蝋になることができる。最終的には神藤に化学物質を投げ込まれ、体が蝋から石鹸になってしまい、敗れる。その後、ルサンチマンとの戦いでアスモダイと共に一時的に春瓶達に協力した。その後の動向は不明。
アスモダイ
窓辺の男の腹心の部下の一人で、暴力的な男性。「自分に関係ない事なら何をしても良い」という考えの持ち主で、救急車に無理矢理乗り込む、病院の廊下で小便をするなど、常識では考えられないような行動を普通にする。まだ胎児だった頃に5人の人間を呪い殺したとして生まれた時から「人殺し」のレッテルを貼られていた。呪術人形は自分自身。ボッシュを殺害した張本人であり、アナにとっては宿敵。呪術は、動物の肉を食べる事でその動物の力を使える、「太古百獣王（ナチュラルボーンキラー）」。また、その呪術で、他の呪術師の力を手に入れることも出来る。動物の力でアナたちを苦しめる。さらに自分に逆らったメッキーを食べてしまったが、胃の中で生きていたメッキーの、「GR.1（グラドウノ）」で、アリが胃の中に入って肉を持って行ってしまい、最後はカザンのパンチで敗れた。その後、ルサンチマンとの戦いでロノウェと共に一時的に春瓶達に協力した。その後の動向は不明。

### その他の人物
小斉（こさい）
春瓶のクラスの担任で、数学教師。通称コサイン。
篠束（しのづか）
春瓶の友人。陰で春瓶への悪口を言ったりすることがあるが、根っからのいじめっ子ではない模様。
ボッシュ
アフロヘアーをしており、アナに影響を与えた人物。アスモダイによって殺された。
カンナ
カザンが神父の代わりとして勤めている教会の孤児。荒っぽい言葉遣いは彼の影響だと思われる。
執事
シュバルト社長が小さなおもちゃ屋を開いた頃から付き添っていた人物。春瓶の心臓を狙う社長の手助けをしていたが、心の中では強欲にまみれていった社長を止められなかった自分を悔やんでいた。

## 用語解説

### 呪術
結界（エントリー）
媒介となる物体を用い、自分の周囲からの侵入を防いで身を守る呪術。対象を火や光等に限定することもできる。　　
封印（チェイン）
結界の逆で、対象を媒介で囲った空間に閉じ込める呪術。
探知（センス）
特定の物や人を探し出すことができる。範囲は一つの町から地球規模まで幅広い。
迷彩（ステルス）
詳細は不明。呪具屋の男は「女風呂が除き放題」と言って、これを売っていた。
霊言（コーリング）
死人と話せるらしい。
魅惑（チャーム）
詳しい効果は不明。裏市でパクワがこの呪術を用いて作ったと思われる「幸せの縁結びのパイ」を売っていたが、失敗作であり、味は激マズ。これを使用した購入者は彼女にフラれたらしい。
飛空（スカイ）
空を飛ぶことができる。シュバルト戦ではパクワがこの呪術が込められた風呂敷のような呪具を春瓶に貸した。
幽幻（ファントム）
強力な幻覚を相手に見せる。高位の呪術師が使えば相手をそのまま呪い殺すことも可能。飛空同様、パクワから春瓶に貸し出された。

### 呪具
どんなに一流の呪術師であれ、呪術を使用するには必ず呪術的媒介となる「呪具」を必要とする。呪具は「裏市（アンノウンバザール）」で買う事が出来るが、恐ろしく高い。
呪術人形
相手を攻撃する事ができる唯一の呪術でひとつひとつが固有の呪術を持つ。呪術的媒体である「心臓」（コア）が破壊されると、相手にかけようとした呪術が使用者にそのままはね返る。コアにする物は何でも構わない。また、コアを生きた肉体に埋め込むことで、人自体を呪術人形にすることも可能。
MEIFU-606
携帯電話型の呪具。衝撃を吸収する「捕獲（キャッチ）」とそれを解き放つ「解放（リリース）」という呪術を使用することができる。
ルサンチマン
窓辺の男、そしてアルシド・クローサーがキリマンジャロ奥地で偶然発見した人類最古の呪具。その正体は遥か昔、幾重もの偶然が起こった末に一人の少女が「お呪い」をかけた鳥の卵で、ありとあらゆる負の感情を詰め込んだまま何万年を経た現在もなお膨張し続けており、間もなく飽和の時を迎えて孵化するという。その呪いは窓辺の男が持つ渇望を叶えられると確信し、アルシドが「世界の終わりが来る」と恐怖するに十分な程の力を持つ。
しかし、春瓶たちがついた時にはすでに遅く、ついに卵が羽化してしまった。その正体は、巨大な赤子だった。使用できる呪術は、「天地腐乱論（ランド・オブ・ザ・デッド）」。呪いの巨大樹になる。
その巨大樹から果実を落とし、ルサンチマン本体より少し小さいが、それと同じ赤子を産む。その赤子たちに、全人類を喰い殺させる。また赤子は攻撃を受け、分裂しても、その分裂した部分からまた再生する。それどころか、分裂したそのひとつひとつから再生するため、攻撃をするほど、赤子は増える。
悪夢濾過（ドリームキャッチャー）
バイクのヘルメットの様な形状をしており、自分の呪力を最大限に引き出す呪具。自分の精神世界で恐怖や偏見など、呪術の基本である「信じる力」の妨げとなる感情を具現化した化け物（黒兎はムカデのような化け物だった）と戦う事で呪力を高める仕組みの様だ。ちなみに黒兎は自分の最も信じている存在であるハイドを具現化し、化け物を倒した。現実世界では、専用コードをテレビに繋ぐ事で状況を見たり、付属のマイクで精神世界にいる者と連絡をとる事が可能の様だ。しかし黒兎の場合、石がスピーカーにあたって壊れてしまい、連絡がつかなくなってしまった。

## 旅行解禁!! ハイド&クローサー

### 概要
続編。｢呪法解禁!! ハイド&クローサー｣終了後、キャンピングカーで日本一周旅行（2009年7月12日-11月23日）を敢行した作者が主に旅先で執筆した旅行記で、『クラブサンデー』にて2009年9月1日から2010年3月19日まで連載された。全18話。11話まで隔週連載で、12話以降週刊化。

### あらすじ
｢窓の男｣と｢ルサンチマン｣を巡る一連の事件解決後、春瓶達は日本に帰国する。しかし、祖父のアルシド・クローサーが全ての呪力を使い果たして昏睡（爆睡）状態になってしまった。春塀たちは、バカンスゲージが100になった時に相手の疲労を急速に癒す呪術｢休暇（バカンス）｣を使えるようになる呪具｢楽シーサー｣を片手にバカンス、日本一周旅行を始めようとするが、そこに偶然日本一周旅行を始める直前の麻生羽呂が現われた。春瓶とその仲間達は彼のキャンピングカーで共に旅に出る。
草津、碓氷、喜多方、湯沢、青森、ニセコ、羅臼、小樽、千里浜、郡上八幡、大阪、琴平、龍王島、博多、別府、硫黄島をまわって帰宅。アルシド・クローサーの前で呪術｢休暇（バカンス）｣を使用し、大団円を迎える。